# Chiyoshi Kubo
Chiyoshi Kubo (jap. 久保千代志 Kubo Chiyoshi; ur. 27 lipca 1952 r.) – japoński kolarz torowy, brązowy medalista mistrzostw świata.

## Kariera
Największy sukces w karierze Chiyoshi Kubo osiągnął w 1981 roku, kiedy zdobył brązowy medal w keirinie na mistrzostwach świata w Brnie. W zawodach tych wyprzedzili go jedynie Australijczyk Danny Clark oraz Guido Bontempi z Włoch. Był to jedyny medal wywalczony przez Kubo na międzynarodowej imprezie tej rangi. Nigdy nie brał udziału w igrzyskach olimpijskich.